# Cecropia gabrielis
Cecropia gabrielis är en nässelväxtart som beskrevs av José Cuatrecasas. Cecropia gabrielis ingår i släktet Cecropia och familjen nässelväxter. Inga underarter finns listade i Catalogue of Life.